# Qinggang
För andra betydelser, se Qinggang (olika betydelser).
Qinggang, tidigare stavat Tsingkang, är ett härad som lyder under Suihuas stad på prefekturnivå i Heilongjiang-provinsen i nordöstra Kina.